# 리그 오브 레전드 챌린저스 코리아
리그 오브 레전드 챌린저스 코리아(League Of Legends Challengers Korea)는 라이엇 게임즈가 주최하고 아프리카TV가 주관 운영 및 방송했던 대한민국의 리그 오브 레전드 대회이자 리그 오브 레전드 챔피언스 코리아의 하위 리그였으며 2020 서머 시즌을 끝으로 챌린저스 코리아가 폐지되었고 2021 시즌부터 LCK가 프랜차이즈화가 되면서 LCK 챌린저스 리그로 대체되었다.

## 대회 방식
첫 대회인 2015년 스프링 시즌에는 1·2차 토너먼트로 나눠 토너먼트 대회를 진행하였으며, 2015년 서머 시즌부터 정식 풀리그 대회가 도입된다. 리그 1은 팀 단위로 챔피언스와 클랜배틀 간의 승격/강등이 이루어지는 세미 프로 리그이고, 리그 2는 한국e스포츠협회 소속 7개 클럽의 예비 선수 혹은 연습생이 출전하는 프로 2군 리그로 시즌 중간 리그 1과 리그 2간의 교류전인 인터리그도 열렸다. 2016 시즌부터는 리그 1과 2가 폐지되고 챌린저스 코리아 참가 팀이 8팀으로 증가하였다. 또한 2017 서머 시즌까지는 정규 시즌 1위팀부터 4위팀까지 포스트시즌을 통해 우승과 준우승을 결정하는 방식으로 진행되었으며 2018 시즌부터 2020 스프링 시즌까지는 8개팀 가운데 정규 시즌 1위팀은 포스트시즌을 거치지 않고 바로 리그 오브 레전드 챔피언스 코리아 승강전으로 직행하며 정규시즌 2위팀부터 5위팀까지는 5전 3선승제의 포스트시즌(4강 싱글 토너먼트)을 치러 포스트시즌에서 우승을 차지한 팀이 통합 준우승팀 자격으로 남은 한장의 승강전 진출권을 획득하며 정규시즌 6위팀은 챌린저스에 그대로 잔류하며 7·8위팀은 챌린저스 승강전으로 직행하는 방식으로 진행되었다. 그러나 마지막 시즌인 2020 서머 시즌에는 정규 시즌 1위팀이 결승에 진출하며 정규 시즌 3위팀과 4위팀은 준플레이오프를 치러 준플레이오프에서 승리한 팀은 2위팀과의 플레이오프를 치르며 플레이오프에서 승리한 팀은 1위팀과의 결승전에서 CK의 마지막 우승팀을 결정하는 방식으로 진행되었으며 이후 2021 스프링 시즌부터 LCK가 프랜차이즈 방식을 도입하게 되면서 챌린저스 코리아는 2020 서머 시즌을 끝으로 역사 속으로 사라졌고 이 리그는 LCK 챌린저스 리그(2군 리그)로 전환되었다.

## 역대 대회
| 연도 | 대회                                                       | 우승팀          | 점수        | 준우승팀        |
| ---- | ---------------------------------------------------------- | --------------- | ----------- | --------------- |
| 2015 | 리그 오브 레전드 챌린저스 코리아 스프링 2015 1차 토너먼트  | Anarchy         | 3 : 2       | 위너스          |
| 2015 | 리그 오브 레전드 챌린저스 코리아 스프링 2015 2차 토너먼트  | 위너스          | 3 : 0       | 제닉스 모드룩스 |
| 2015 | 네네치킨 리그 오브 레전드 챌린저스 코리아 서머 2015 리그 1 | 다크 울브즈     | 3 : 1       | ESC Ever        |
| 2015 | 네네치킨 리그 오브 레전드 챌린저스 코리아 서머 2015 리그 2 | 진에어 그린윙스 | 3 : 1       | 롱주 IM         |
| 2016 | 네네치킨 리그 오브 레전드 챌린저스 코리아 스프링 2016      | ESC Ever        | 3 : 2       | MVP             |
| 2016 | 리그 오브 레전드 챌린저스 코리아 서머 2016                 | 콩두 몬스터     | 3 : 1       | 스베누 코리아   |
| 2017 | 리그 오브 레전드 챌린저스 코리아 스프링 2017               | 위너스          | 3 : 1       | CJ 엔투스       |
| 2017 | 리그 오브 레전드 챌린저스 코리아 서머 2017                 | CJ 엔투스       | 3 : 2       | 콩두 몬스터     |
| 2018 | 리그 오브 레전드 챌린저스 코리아 스프링 2018               | 그리핀          | 승강전 진출 | 위너스          |
| 2018 | 리그 오브 레전드 챌린저스 코리아 서머 2018                 | 담원 게이밍     | 승강전 진출 | 샌드박스 게이밍 |
| 2019 | 제닉스 리그 오브 레전드 챌린저스 코리아 스프링 2019        | ES 샤크스       | 승강전 진출 | VSG             |
| 2019 | 제닉스 리그 오브 레전드 챌린저스 코리아 서머 2019          | 팀 다이나믹스   | 승강전 진출 | APK 프린스      |
| 2020 | 리그 오브 레전드 챌린저스 코리아 스프링 2020               | 서라벌 게이밍   | 승강전 진출 | 팀 다이나믹스   |
| 2020 | 리그 오브 레전드 챌린저스 코리아 서머 2020                 | 어썸 스피어     | 3 - 0       | 진에어 그린윙스 |

## 같이 보기
- 리그 오브 레전드 챔피언스 코리아
- 나이스게임TV 리그 오브 레전드 배틀